# Simulacionismo
El simulacionismo es una variante del neoexpresionismo surgida en Estados Unidos en los años 80. Como todos los movimientos del arte postmoderno se fundamenta en una reinterpretación de artistas y estilos anteriores en el tiempo, que elaboran según criterios subjetivos, dando importancia tan sólo a la imagen, al arte como objeto, sin valor conceptual. Hacen una descontextualización de la imagen, que pierde su carácter referencial y se ve reducida a su condición de signo abstracto.
Sus principales exponentes son David Salle y  Sherrie Levine.
- Datos: Q6128844